# Божедаровка (посёлок, Криничанский район)
Божедаровка (укр. Божедарівка; в 1939—2016 г. — Щорск) — посёлок, Божедаровский поселковый совет, Каменский район Днепропетровская область, Украина.
Является административным центром Божедаровского поселкового совета, в который, кроме того, входят сёла
Весёлое,
Вольное,
Людмиловка,
Надия,
Алексеевка,
Потоки,
Скелеватка и
Трудовое.

## Географическое положение
Посёлок городского типа Божедаровка находится в 2-х км от левого берега реки Саксагань.
Примыкает к сёлам Алексеевка и Вольное.

## История
Населенный пункт основан в 1881 году, когда началось строительство железнодорожной ветки Екатеринослав—Казанка (позднее Долинская). В том же году была построена станция Божедаровка.
В 1923 году Божедаровка стала районным центром. Вскоре районного статуса лишилась.
В 1938 году Божедаровка стала посёлком городского типа, в 1939 г. была переименована в Щорск в честь Н. А. Щорса.
В ходе Великой Отечественной войны в 1941—1943 гг. посёлок находился под немецкой оккупацией.
В 1985 году численность населения составляла 3,8 тыс. человек, здесь действовали цех Днепродзержинского молочного завода, элеватор, комбинат бытового обслуживания, общеобразовательная школа, музыкальная школа, больница, Дом культуры и библиотека.
В 1989 году численность населения составляла 3825 человек.
В марте 1995 года Верховная Рада Украины внесла находившийся в посёлке шелкосовхоз "Щорский" в перечень предприятий и организаций, приватизация которых запрещена в связи с их общегосударственным значением.
В июле 1995 года Кабинет министров Украины утвердил решение о приватизации находившегося в посёлке птицесовхоза "Щорский".
В ноябре 1997 года Кабинет министров Украины утвердил решение о приватизации находившегося в посёлке элеватора.
По состоянию на 1 января 2013 года численность населения составляла 2771 человек.
В феврале 2016 года Верховная Рада Украины переименовала Щорск в Божедаровку.

## Экономика
- Щорский молочный завод, ОАО.
- Щорский межколхозный цех сухого молока.
- Божедаровский элеватор.
- Щорский, сельхозпредприятие.
- ООО «Агро-Арт».

## Объекты социальной сферы
- Школа.
- Школа I—II ст.
- Детский сад.
- Музыкальная школа.
- Профессионально-техническое училище № 71.
- Дом культуры.
- Больница.
- Библиотека.

## Транспорт
Через посёлок проходят железная дорога (станция Божедаровка на линии Верховцево — Кривой Рог) и автомобильные дороги М-04 (E 50), Т-0429.